# Mazax ajax
Mazax ajax är en spindelart som beskrevs av Reiskind 1969. Mazax ajax ingår i släktet Mazax och familjen flinkspindlar. Inga underarter finns listade i Catalogue of Life.